# تي جاي جاكسون
تي جاي جاكسون (بالإنجليزية: TJ Jackson)‏ هو كاتب أغاني ومغني ومغن مؤلف وموسيقي أمريكي، ولد في 16 يوليو 1978 في لوس أنجلوس في الولايات المتحدة.

## وصلات خارجية
- الموقع الرسمي
- تي جاي جاكسون على موقع ميوزك برينز (الإنجليزية)
- تي جاي جاكسون على موقع ديسكوغز (الإنجليزية)